# Комаргородська волость
Комаргородська волость — історична адміністративно-територіальна одиниця Ямпільського повіту Подільської губернії з центром у містечку Комаргород.

## Склад
Станом на 1885 рік складалася з 12 поселень, 12 сільських громад. Населення — 10 671 особа (5425 чоловічої статі та 5246 — жіночої), 1533 дворових господарства.
|                     | Площа, десятин | У тому числі орної, дес. |
| ------------------- | -------------- | ------------------------ |
| Сільських громад    | 9272           | 6907                     |
| Приватної власності | 17323          | 9241                     |
| Іншої власності     | 665            | 397                      |
| Загалом             | 27260          | 16545                    |

Основні поселення волості:
- Комаргород — колишнє власницьке містечко за 45 верст від повітового міста, 941 особа, 198 дворових господарств, православна церква, єврейський молитовний будинок, школа, 2 постоялих будинки, винокурний завод, базари через 2 тижні. За 3 верст — паровий млин. За 6 верст — цегельний завод. За 16 верст — цегельний завод.
- Антонівка — колишнє власницьке село, 623 особи, 82 дворових господарства, православна церква, постоялий будинок.
- Горишківка — колишнє власницьке містечко, 1136 осіб, 192 дворових господарства, православна церква, 2 постоялих будинки, базари через 2 тижні.
- Жолоби — колишнє власницьке село, 632 особи, 101 дворове господарство, православна церква, 2 постоялих будинки.
- Кислицьке — колишнє власницьке село, 1013 осіб, 157 дворових господарств, православна церква, постоялий будинок.
- Липівка — колишнє власницьке село, 1363 особи, 238 дворових господарств, православна церква, постоялий будинок, винокурний завод.
- Марківка — колишнє власницьке містечко, 1010 осіб, 155 дворових господарств, православна церква, синагога, постоялий двір, постоялий будинок, базари по середах.
- Отченашевка — колишнє власницьке село, 775 осіб, 108 дворових господарств, православна церква, постоялий будинок, винокурний завод.
- Паланка — колишнє власницьке село, 728 осіб, 128 дворових господарств, православна церква, постоялий будинок, лавка.
- Савчине — колишнє власницьке село, 897 осіб, 126 дворових господарств, православна церква, постоялий будинок.

Старшинами волості були:
- 1904 року — Михайло Максимович Яциїв[2];